# Diabolik Lovers
Diabolik Lovers (ディアボリックラヴァーズ?, Diaborikku Ravāzu) è una serie di visual novel di genere dating sim della casa Rejet. Il primo titolo, Diabolik Lovers ~Haunted Dark Bridal~, è uscito in Giappone l'11 ottobre 2012 per PlayStation Portable. Dal 16 settembre 2013 sino al dicembre dello stesso anno ne è stato trasmesso un adattamento anime prodotto dallo studio Zexcs. Nel 2015 è stato prodotto un OAV e nell'autunno dello stesso anno, una seconda stagione dell'anime intitolata Diabolik Lovers More Blood, composta, come la prima, di 12 puntate.

## Trama
Diabolik Lovers
Yui è una ragazza di diciassette anni che si trasferisce alla magione Sakamaki, assecondando il volere del padre, un ministro della Chiesa. Una volta arrivata, Yui scopre di essere il nuovo pasto degli inquilini, visto che i fratelli Sakamaki, giovani rampolli della loro famiglia, sono dei vampiri (Shū, Reiji, Ayato, Laito, Kanato, Subaru), ai quali la Chiesa l'ha ceduta come preda. Spaventata e rassegnata alla propria triste sorte, Yui scopre di essere al centro delle attenzioni non solo dei giovani vampiri, ma anche del loro zio, Richter, il quale mira al suo cuore: per poter riportare in vita la donna che amava, Cordelia, nonché madre di Ayato, Laito e Kanato. Portato a compimento il rituale, Cordelia resuscita nel corpo di Yui, la quale inizialmente si comporta in modo strano, fino a quando non apprenderà dalla donna che vuole spingere i sei fratelli ad uccidersi tra di loro, scatenando la gelosia che provano nei confronti della giovane. Per impedire che ciò accada, Yui si pugnala, rischiando la morte per i suoi nuovi amici, ma fortunatamente i sei fratelli Sakamaki scacceranno Cordelia e la salveranno usando una pozione. 
Diabolik Lovers More Blood
La seconda serie fa entrare in scena un'altra famiglia di vampiri, i Mukami (Ruki, Kou, Yuma, Azusa), che frequentano la stessa scuola di Yui e dei Sakamaki. I quattro ragazzi, per volere di un misterioso individuo, Karlheinz, il Signore dei Vampiri e padre dei fratelli Sakamaki, devono ottenere con l'aiuto di Yui, che chiamano "Eve", il potere di "Adam". Per questo la rapiranno, bevendo costantemente il suo sangue. A metà serie si scopre che la vera minaccia proviene dai Fondatori, i quali vogliono vendicarsi sui fratelli per motivi non specificati. Nel finale le due famiglie si alleeranno per contrastare l'assalto dei Fondatori che avverrà durante un'Eclisse di Luna, fenomeno che dimezza il potere dei vampiri e fa salire all'apice quello dei Fondatori.

## Personaggi

I fratelli vampiri nella sigla dell'anime (da sinistra verso destra): Shū, Reiji, Ayato, Kanato, Laito e Subaru

Yui Komori (小森 ユイ?, Komori Yui)
Doppiata da: Rie Suegara
Una liceale diciassettenne, vive con il padre pastore protestante finché il genitore non le ordina di trasferirsi alla magione dei Sakamaki. Giunta alla nuova residenza, scopre con sgomento che la Chiesa, di cui il padre è un ministro, l'ha venduta come "preda" alla potente famiglia di vampiri. Timida, educata e gentile, non riesce mai per questo a sottrarsi alla libidine dei fratelli vampiri, i quali la molestano in tutti i modi appena si imbattono in lei, succhiandole il sangue che, a loro parere, è dolcissimo e molto dissetante. Nonostante l'apparente rifiuto di una relazione con uno dei giovani non-morti, nel profondo del suo cuore non riesce a soffocare una potente attrazione verso uno di loro.
Seiji Komori (小森 セイジ?, Komori Seiji)
Seiji è il padre sacerdote di Yui che gestisce la sua propria chiesa. Non è stato detto molto su di lui, ma prima dell'inizio della serie, ha improvvisamente dovuto andare all'estero per lavoro e ha lasciato Yui nella cura dei sei fratelli Sakamaki. Nell'anime, Yui scopre che non è il suo vero padre dopo aver trovato il suo diario nelle magione Sakamaki. Viene infine rivelato che in realtà è un cacciatore di vampiri che Reiji ingaggiò per assassinare sua madre, Beatrix.

### Famiglia Sakamaki
Shū Sakamaki (逆巻 シュウ?, Sakamaki Shū)
Doppiato da: Kōsuke Toriumi
Il maggiore degli eredi della famiglia Sakamaki e figlio di Beatrix. Nonostante sia il più grande, a Shū interessa ben poco il ruolo di vice capofamiglia e preferisce delegare tutte le responsabilità al fratello minore, Reiji, per trascorrere la maggior parte del tempo ascoltando musica e sonnecchiando. Nonostante questo, si mostra disponibile ad interrompere i suoi "pisolini" per prelevare sangue alla povera Yui.
Reiji Sakamaki (逆巻 レイジ?, Sakamaki Reiji)
Doppiato da: Katsuyuki Konishi
Il secondogenito Sakamaki e figlio minore di Beatrix. Impeccabile nell'abbigliamento e dai raffinati modi da gentiluomo, Reiji - dato il poco interesse di Shū - si è imposto come responsabile della famiglia e modello di comportamento per tutti i suoi fratelli. Autoritario e amante dell'ordine più rigoroso, Reiji è particolarmente ostile al fratello svogliato e ai modi spesso irruenti degli altri Sakamaki. Nasconde un'indole molto sadica di cui Yui, suo malgrado, verrà a conoscenza. Inoltre, per il suo ruolo e la cura formale, Reiji assume spesso un atteggiamento di superiorità verso gli altri.
Ayato Sakamaki (逆巻 アヤト?, Sakamaki Ayato)
Doppiato da: Hikaru Midorikawa
Il maggiore dei tre figli di Cordelia. Capriccioso e sicuro di sé fino all'arroganza, Ayato è cresciuto nutrendo un profondo odio per la madre che, decisa a fare di lui il futuro successore dei Sakamaki, lo puniva con pesanti punizioni corporali, arrivando persino a far rischiare l'annegamento al figlio. Tuttavia, proprio le difficoltà patite in gioventù lo hanno reso il secondo membro più autorevole dopo Reiji agli occhi dei fratelli, e per questo Ayato si ritiene degno di poter avanzare più privilegi sull'ambita Yui, cui lo lega via via un sentimento sempre più romantico rispetto all'utilitaristico rapporto padrone vampiro-preda. Chiama spesso provocatoriamente Yui "Chichinashi" (letteralmente "piccolo seno"), rinfacciandole di avere un seno ben poco prosperoso. Sembra avere un rapporto ossessivo di appartenenza verso Yui: infatti, le ripeterà più di una volta che lei "gli appartiene", arrivando a provare un sentimento sempre più protettivo nei suoi confronti. Sembra essere la persona più vicina a lei e con il tempo se ne prenderà sempre più cura.
Laito Sakamaki (逆巻 ライト?, Sakamaki Raito)
Doppiato da: Daisuke Hirakawa
Uno dei trigemini figlio di Cordelia. Il più vivace ed ottimista della famiglia, Laito ama provocare Yui in ogni modo, anche rivolgendosi a lei con l'epiteto di matrice inglese "Bitch-chan", tra lo scherzoso e il denigratorio. È inoltre il fratello che più rivolge alla ragazza delle allusioni sessuali, le quali appagano il suo sadistico senso del perverso. È anche il più legato alla madre, la quale gli faceva credere di essere il suo "prediletto"; dopo aver scoperto che, in realtà, la donna gli stava mentendo, Laito congiura con i fratelli e la uccide. A causa sua, non capisce bene la differenza tra amore e sesso. Il suo nome in giapponese si pronuncia "Raito", ma tecnicamente la pronuncia italiana sarebbe "Laito". Schernisce spesso Yui per il suo attaccamento alla fede e alla religione, che ritiene inutili.
Kanato Sakamaki (逆巻 カナト?, Sakamaki Kanato)
Doppiato da: Yūki Kaji
Uno dei trigemini, figlio di Cordelia. Dalle apparenze infantili di uno shota gotico, Kanato nasconde sotto un'apparente dolcezza e fragilità un'indole violenta, spesso bipolare, che svela tutta la sua instabilità psichica. Si accompagna sempre con un grande peluche orsetto, battezzato "Teddy", di cui è talmente geloso da non sopportare che altri lo prendano in mano o osino rivolgergli la parola. Nonostante ciò, Kanato è il fratello che più si mostra amichevole verso Yui, la quale nutre verso di lui un sentimento tra l'attrazione e la paura.
Subaru Sakamaki (逆巻 スバル?, Sakamaki Subaru)
Doppiato da: Takashi Kondō
Il minore della famiglia Sakamaki e unico figlio di Christa. Un lupo solitario che ama starsene per proprio conto, osservando i fatti che riguardano la famiglia con la distaccata indifferenza dello spettatore, Subaru è molto freddo nei confronti dei fratelli; quando alterato, perde spesso il controllo di sé, ricorrendo alla violenza. Nonostante ciò, mostra più volte di curarsi del bene di Yui, invitandola a fuggire dalla magione e affidandole un coltello dalla lama d'argento, capace di uccidere i non-morti.
Kino Sakamaki (キノ?, Kino)
Doppiato da: Tomoaki Maeno
Una creatura di razza sconosciuta, dall'aspetto umano, che si crede erroneamente l'ultimo figlio di Karlheinz.
Tōgo Sakamaki (逆巻 透吾?, Sakamaki Tōgo)/Karlheinz (カールハインツ?, Kāruhaintsu)
Doppiato da: Masataka Sawada
Tōgo è conosciuto anche come Karlheinz, padre dei sei fratelli Sakamaki Ayato,Laito,Kanato,Shu,Reiji e Subaru, fratello Richter ed inoltre marito di Cordelia, Beatrix e Christa. È l'attuale capofamiglia Sakamaki e Re dei vampiri. Ha assunto l'identità di un influente politico giapponese agli occhi degli esseri umani.
Richter Sakamaki (リヒター?, Richter)
Doppiato da: Jun Konno
Zio dei fratelli Sakamaki da parte di padre. Sebbene non sia un grande frequentatore della magione, vi è stato un tempo in cui la frequentava assiduamente poiché divenuto, segretamente, amante di Cordelia. Oscuro e dalla mente impenetrabile, Richter ambisce al ruolo di capofamiglia Sakamaki, al punto di sentirsi pronto a servirsi della propria amante e ad uccidere gli eredi e l'attuale signore dei Sakamaki, il fratello Karlheinz ucciso Ayato e Laito fuoco verde.
Cordelia (コーデリア?, Kōroderia)
Doppiata da: Akane Tomonaga
La prima moglie di Karlheinz e madre di Ayato, Laito e Kanato, è una donna infida, vanitosa e maligna. Uccisa dai suoi stessi figli, prima di morire lascia istruzioni all'amante Richter per poter resuscitare e vendicarsi: l'amante, infatti, avrebbe dovuto estrarle il cuore e trapiantarlo in un altro corpo, che poi si rivelerà quello di Yui. Afferma più volte di agire sfruttando gli altri e seminando zizzania e discordia nella famiglia al solo fine di divertirsi.
Beatrix (ベアトリクス?, Beatorikusu)
Doppiata da: Mana Hirata
Seconda moglie di Karlheinz e madre di Shū e Reiji. Viene uccisa da quest'ultimo perché geloso delle attenzione che rivolgeva al fratello maggiore. In punto di morte, si rivolge a Reiji, dicendo che era soddisfatta del suo gesto, per poi morire con un sorriso sulle labbra; Reiji non avrebbe voluto dare a Beatrix una morte serena, come rivela, non accettando questa reazione da parte della madre e non avendola prevista.
Christa (クリスタ?, Kurisuta)
Doppiata da: Yuki Tashiro
Terza moglie di Karlheinz e madre di Subaru. Celebre fra tutti i non-morti per la sua bellezza e il suo candore, Christa viene per questo rapita ed imprigionata da Karlheinz che, invaghitosi di lei, ne abusa più volte. Il frutto della violenza è il figlio Subaru, amato nonostante tutto profondamente dalla madre, la quale gli affiderà un pugnale d'argento per farsi uccidere da lui, ormai stremata da tutte le sofferenze subite. Subaru custodirà il pugnale assassino donandolo poi a Yui per difendersi dagli altri fratelli.

### Famiglia Mukami
Ruki Mukami (無神 ルキ?, Mukami Ruki)
Doppiato da: Takahiro Sakurai
Ruki è il maggiore della famiglia vampira Mukami; compare nella seconda serie e vive in una mansione con i suoi tre fratelli. Essi non sono veramente suoi fratelli di sangue, ma si sono conosciuti in un orfanotrofio, dove sono diventati così affezionati gli uni agli altri da chiamarsi fratelli. È un pretendente di Yui, che chiama "Eve" a causa del "Piano della mela d'Adamo" oppure "Kachiku" (in giapponese, "Bestia"). Dimostra spesso un atteggiamento freddo, impassibile e calmo; tale freddezza è derivata dal suo drammatico passato: prima di incontrare i suoi fratelli, era un bambino umano, unico erede di una ricca famiglia. A causa dell'incapacità del padre nel gestire gli affari, la famiglia andò in rovina: la madre scappò con un musicista e il padre, disperato, si suicidò. Ruki entrò in un orfanotrofio, che si dimostrò un luogo di sole sofferenze fisiche e mentali: fu infatti maltrattato dalle persone e dagli altri bambini a causa del suo lignaggio, ma è proprio qui che incontrò i suoi fratelli. Incontrò Karlheinz, il quale gli propose il cosiddetto "Piano della mela d'Adamo" per riscattarsi. In cambio i quattro Mukami si sarebbero dovuti far trasformare in vampiri. Ruki e gli altri chiamano Karlheinz "quella persona", sottolineando il fatto di non sapere chi sia in realtà; proprio il vampiro li battezzò "Mukami", donò loro una casa e tuttora li mantiene per misteriose ragioni.
Kou Mukami (無神 コウ?, Mukami Kou)
Doppiato da: Ryohei Kimura
Secondo della famiglia Mukami, compare nella seconda serie. Il più ottimista e vivace della famiglia, nasconde in realtà una personalità sadica ed egoista che costerà spesso cari prezzi alla povera Yui; è un Idol famoso e molto popolare tra le ragazze. Il suo passato è molto triste: da piccolo era un povero orfano che aveva sempre vissuto nelle fogne, desiderando con tutto il cuore di poter scappare dall'oscurità di quel luogo, da cui poteva vedere solo un pezzo di cielo azzurro, e salire in superficie. Il suo sogno si realizzò, ma venne portato in un orfanotrofio dove conobbe Ruki, Yuma e Azusa. Per il suo aspetto gradevole, i proprietari della casata lo trattavano meglio, dandogli i vestiti più belli e facendogli mangiare le cose più buone, ma in cambio veniva sfruttato e maltrattato per il divertimento dei nobili. Per questo si unì alla famiglia dei Mukami scappando con i suoi nuovi fratelli ed accettando di diventare un vampiro. Spesso sia in modo scherzoso che fastidioso, ama chiamare Yui "M-Neko chan" cioè "gattina masochista". È spesso in rivalità con Subaru Sakamaki.
Yuma Mukami (無神 ユーマ?, Mukami Yuuma)
Doppiato da: Tatsuhisa Suzuki
Terzo della famiglia Mukami. Il membro più autorevole agli occhi dei fratelli dopo Ruki, è un ragazzo dalla personalità molto ribelle e irascibile che lo porta ad usare spesso la violenza ed a "cozzare" con il carattere ligio e rigoroso di Ruki.
Durante la sua difficile infanzia, il suo villaggio venne bruciato e perse la memoria; unitosi ad una banda di banditi che volevano assumere il controllo della città, fu portato in un orfanotrofio quando essi furono sterminati dall'esercito. Nell'orfanotrofio incontrò Ruki, Kou e Azusa, e vi strinse un fortissimo legame. Per ripagare Karlheinz dall'averli liberati dalla schiavitù e di averli trasformati in vampiri, gli ha promesso la sua lealtà. Il suo vero nome in realtà sarebbe Edgar ed era il miglior amico di Shuu, che a causa del disastroso incendio lo crede morto. Attualmente i due sono rivali per ottenere il potere di Adam da Yui.
Sembra disprezzare i Sakamaki ed i nobili in generale. Chiama Yui "Mesobuta", che in giapponese significa "scrofa".
Azusa Mukami (無神 アズサ?, Mukami Azusa)
Doppiato da: Daisuke Kishio
Il più giovane dei Mukami, è un ragazzo masochista molto problematico; all'apparenza può sembrare fragile ed innocuo, ma in realtà è estremamente pericoloso ed inquietante. Adora ferirsi e farsi ferire con dei pugnali che colleziona in grande quantità o farsi prendere a botte, e ama dare dei nomi alle proprie ferite; le più "speciali" per lui sono delle cicatrici che prendono i propri nomi (Justin, Christina e Melissa) dai ragazzini che spesso lo tormentavano. Non solo ama sentire dolore su sé stesso, ma gli piace molto anche condividere il male che procura con altri individui, soprattutto su Yui.
Questa indole masochista si sviluppò fin da quando era piccolo: era un povero orfanello che veniva spesso maltrattato dagli altri bambini; si riteneva inutile per fare qualsiasi cosa se non per far gioire gli altri quando questi lo maltrattavano, e per questo motivo iniziò ad accettare il dolore che provava. Quando i tre piccoli crimini furono uccisi, fu mandato in un orfanotrofio dove incontrò i suoi tre fratellastri e, trasformato in un vampiro da Karlheinz, gli promise la sua fedeltà.
La sua personalità malsana è molto simile a quella di Kanato, sebbene meno crudele e sadica, ma quest'ultimo lo odia perché nell'episodio 10 della seconda stagione Azusa getta il suo prediletto orsetto Teddy nelle fiamme di un camino.

### Famiglia Tsukinami
Carla Tsukinami (月浪 カルラ?, Tsukinami Carla)
Il Re First Blood. Egli è il fratello maggiore dei vampiri fondatori e possiede sia l'intelligenza che la ragione indispensabili per comandare. Tuttavia, sotto questo lato maturo, si nasconde una personalità sadica, celata da un carattere pigro e calmo. Accanto al fratello minore Shin, Carla è uno degli ultimi due membri rimanenti della linea di sangue dei fondatori. In qualità di fondatore, ha la capacità di trasformarsi in un lupo, serpente, pipistrello e anche in un'aquila, però non usa mai questi poteri, perché possiede un altissimo livello di magia che lo rende estremamente potente e se non e fosse stato ferito dalla Endzeit, probabilmente sarebbe diventato più potente di Karlheinz.
Shin Tsukinami (月浪 シン?, Tsukinami Shin)
Il fratello minore di Carla. Egli si sente orgoglioso di essere uno dei fondatori e guarda dall'alto in basso i vampiri delle altre linee di sangue. Bere sangue è il suo passatempo preferito e spesso fa osservazioni narcisistiche. Di solito le sue parole sono gentili, ma quando perde le staffe i suoi discorsi diventano violenti e spesso contengono parole offensive o insensibili. Accanto a suo fratello maggiore Carla, Shin è uno degli ultimi due membri rimanenti della linea di sangue dei fondatori. Come il fratello maggiore, Shin ha la capacità di trasformarsi in lupo, serpente, pipistrello e aquila, preferendo però di gran lunga la prima. Ha un'alta resistenza, velocità e capacità rigenerativa. In caso i suoi poteri non bastassero durante le battaglie è in grado di maneggiare una spada.

### Altri personaggi
Justin, Melissa e Christina (ジャスティン、 メリッサ、 クリスティーナ?, Jasutin, Merissa, Kurisutīna)
Un gruppo di bambini di Theiving con cui Azusa era in precedenza prima di incontrare i suoi fratelli e prima che diventasse un vampiro. Hanno costantemente maltrattato Azusa e la sua abusività nei suoi confronti è stata la causa della sua mentalità masochista. Anche se Azusa sapeva di averlo trattato in modo orribile, li considerava ancora la sua "famiglia" poiché lo avevano salvato dalla morte per le strade. Fu profondamente rattristato dalla loro morte dopo che furono uccisi per aver tentato di derubare un aristocratico. Ciò gli ha anche portato a sviluppare la sua abitudine autolesionista, tagliandosi e nominando tre ferite importanti sul braccio per immortalare i suoi bulli.
Fortune (ルクス?, Rukusu)
Era il capo di una banda di strada a cui Yuma si unì prima di incontrare i suoi fratelli e prima di diventare un vampiro. Yuma sollevò lo sguardo su Fortune che cercarono, rubarono o lavorarono sodo per provvedere a se stesso e alla sua banda. Ha anche condiviso con Yuma il suo sogno di sbarazzarsi degli aristocratici e vivere in un mondo in cui non ci sono classi sociali. Yuma fu traumatizzato quando Lucks e la sua banda furono tutti uccisi durante un colpo di stato, lasciandolo come unico sopravvissuto.
Teddy
Teddy è un orso impagliato che appartiene a Kanato. È estremamente prezioso. Essendo un giocattolo, Teddy non ha personalità. Tuttavia, nel percorso di MORE BLOOD di Kanato, viene rivelato che Teddy può prendere vita se Kanato lo vuole. Mentre lo fa, Teddy mostra immensa determinazione e lealtà verso Kanato.

## Media

### Anime
| Nº                                                      | Titolo italiano                                         | In onda                             | In onda |
| Nº                                                      | Titolo italiano                                         | Giapponese                          |         |
| Prima serie - Diabolik Lovers (12 episodi)              |                                                         |                                     |         |
| 1                                                       | Yui entra casa di Sakamaki                              | 16 settembre 2013                   |         |
| 2                                                       | Yui risveglia ha paura di vampiri                       | 17 settembre 2013                   |         |
| 3                                                       | Shu bere sangue di Yui                                  | 18 settembre 2013                   |         |
| 4                                                       | Laito bere sangue di Yui                                | 19 settembre 2013                   |         |
| 5                                                       | Kanato e Reiji bere sangue di Yui                       | 20 settembre 2013                   |         |
| 6                                                       | Subaru guarda Yui assomiglia sua madre                  | 21 settembre 2013                   |         |
| 7                                                       | Yui sogna storia di Fratelli Sakamaki loro madri        | 22 settembre 2013                   |         |
| 8                                                       | Subaru bere sangue di Yui                               | 23 settembre 2013                   |         |
| 9                                                       | Richter decide tornare vita Cordelia regina di vampiri  | 24 settembre 2013                   |         |
| 10                                                      | Ayato e Subaru bere sangue di Yui                       | 25 settembre 2013                   |         |
| 11                                                      | Yui uccidersi                                           | 26 settembre 2013                   |         |
| 12                                                      | Yui Risveglia baciata da Ayato                          | 27 settembre 2013 - 9 dicembre 2013 |         |
| Seconda serie - Diabolik Lovers More Blood (12 episodi) |                                                         |                                     |         |
| 1 [13]                                                  | Yui sogna un albero                                     | 23 settembre 2015                   |         |
| 2 [14]                                                  | Yui risveglia da casa di Mukami Ruki bere sangue di Yui | 24 settembre 2015                   |         |
| 3 [15]                                                  | Azusa bere sangue di Yui                                | 25 settembre 2015                   |         |
| 4 [16]                                                  | Yuma bere sangue di Yui                                 | 26 settembre 2015                   |         |
| 5 [17]                                                  | Kou bere sangue di Yui                                  | 27 settembre 2015                   |         |
| 6 [18]                                                  | Subaru e Kou sangue di Yui                              | 28 settembre 2015                   |         |
| 7 [19]                                                  | Ruki prende Yui riabbraccia                             | 29 settembre 2015                   |         |
| 8 [20]                                                  | Ayato prende Yui da Mukami                              | 30 settembre 2015                   |         |
| 9 [21]                                                  | Yui Ricorda cosa è successo                             | 1 dicembre 2015                     |         |
| 10 [22]                                                 | Azusa prende Yui dice Ruki è da sakamaki                | 2 dicembre 2015                     |         |
| 11 [23]                                                 | Ruki dice Yui stare suo fianco con inisieme da lui      | 2 dicembre 2015                     |         |
| 12 [24]                                                 | Due sopravvissuti dei Fondatori vogliano Sangue di Yui  | 9 dicembre 2015                     |         |

#### Sigle
- Sigla d'apertura: Mr. Sadistic Night di Hikaru Midorikawa e Kousuke Toriumi
- Sigla di chiusura: nightmare di Yūki Hayashi

### Manga
Incentrate sulle vicende di Yui sono uscite due antologie manga, la prima  Diabolik Lovers Anthology (DIABOLIK LOVERS アンソロジー ?), che contiene dodici capitoli autoconclusivi, dedicata alla convivenza della ragazza con i sei fratelli, ed una seconda:  Diabolik Lovers: More,Blood (DIABOLIK LOVERS MORE,BLOOD アンソロジー ?) che, prendendo spunto dalla seconda visual novel, introduce i personaggi della famiglia Mukami, nuovi pericolosi pretendenti di Yui.